# اسامه طلال
اسامه طلال (انگلیسی: Osama Talal؛ زادهٔ ۱۰ فوریه ۱۹۷۳) بازیکن فوتبال اهل اردن بود.
از باشگاه‌هایی که در آن بازی کرده‌است می‌توان به باشگاه ورزشی الفیصلی و باشگاه فوتبال الشباب اردن اشاره کرد.
وی همچنین در تیم ملی فوتبال اردن بازی کرده‌است.